# 嘉耶当广场

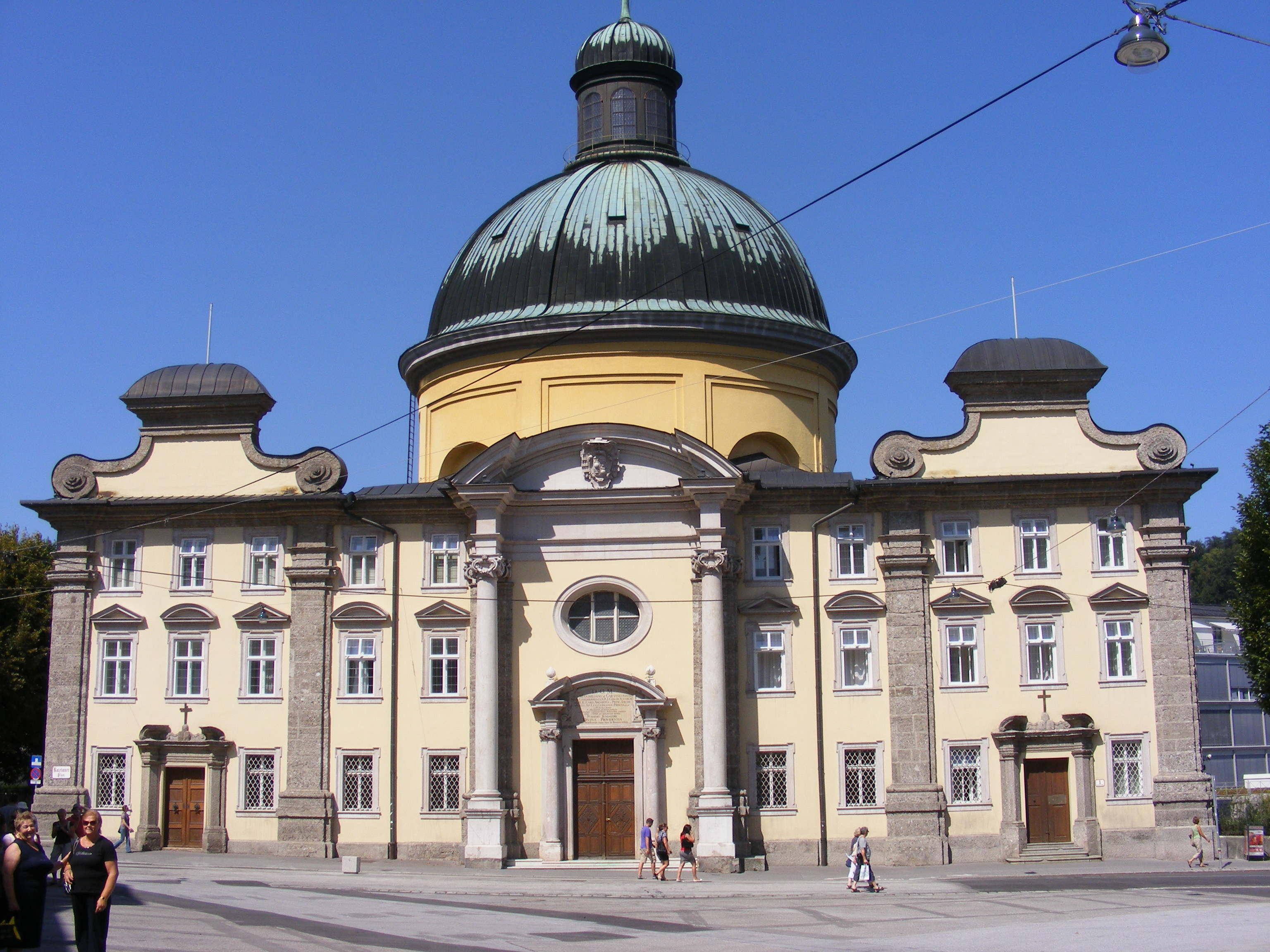
圣嘉耶当堂

嘉耶当广场（Kajetanerplatz）是奥地利萨尔茨堡老城的一个广场，得名于广场上的圣嘉耶当堂。从此向东为Schanzlgasse巷。
嘉耶当广场1号为圣嘉耶当创办的神職界修會修道院（Theatinerkloster）。 

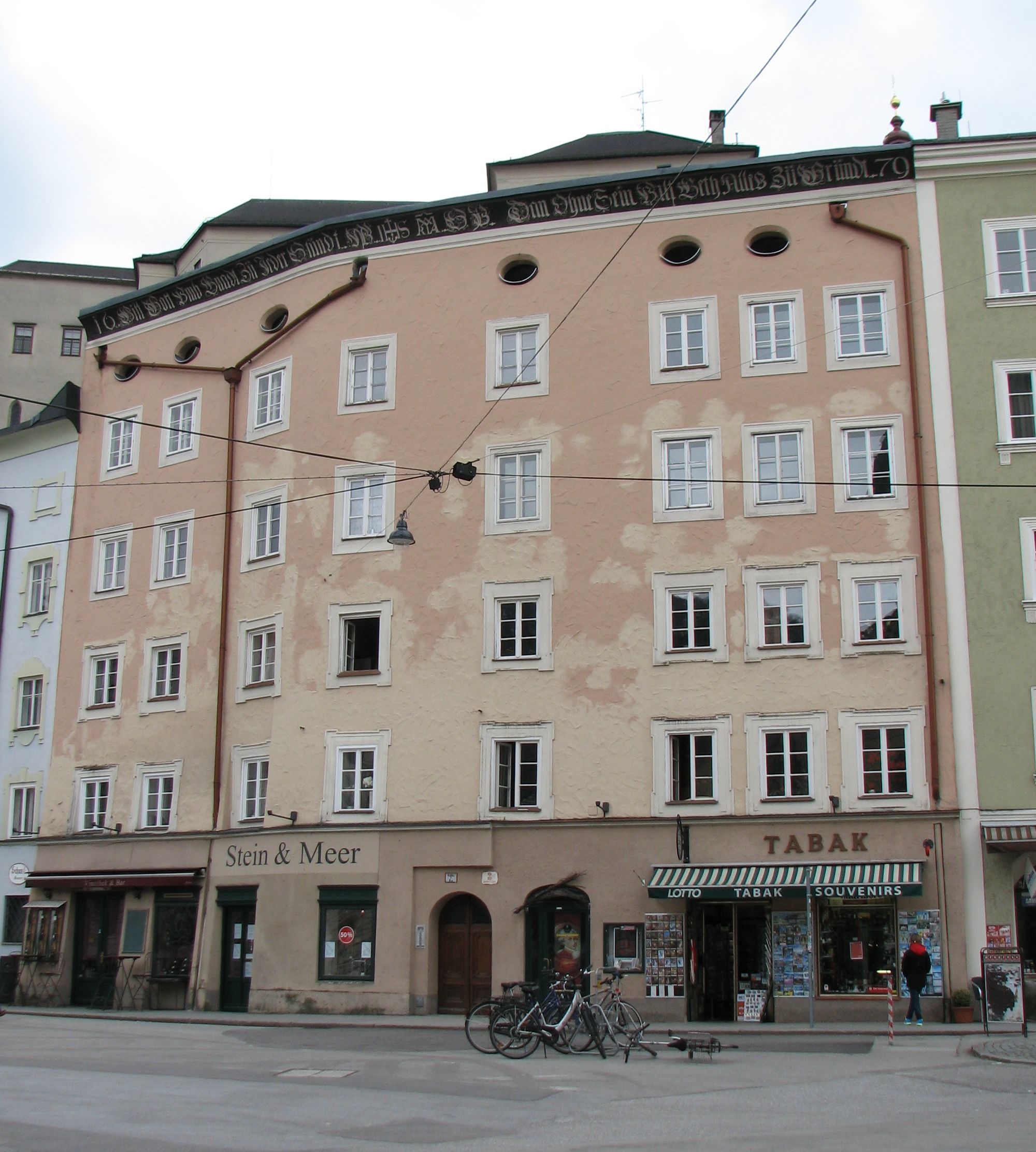
Elefantenhaus, 3号
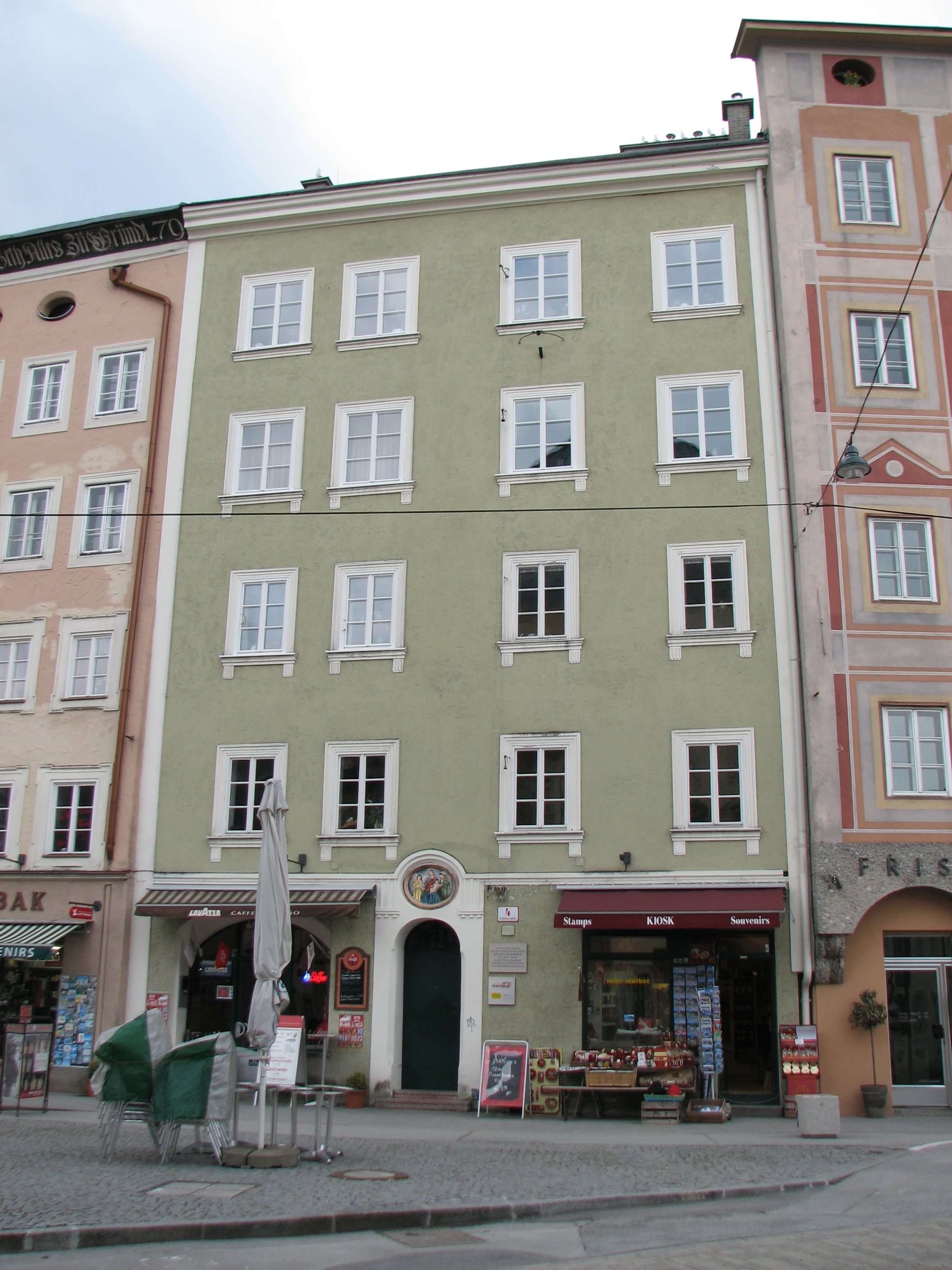
Gutratherhaus, 4号
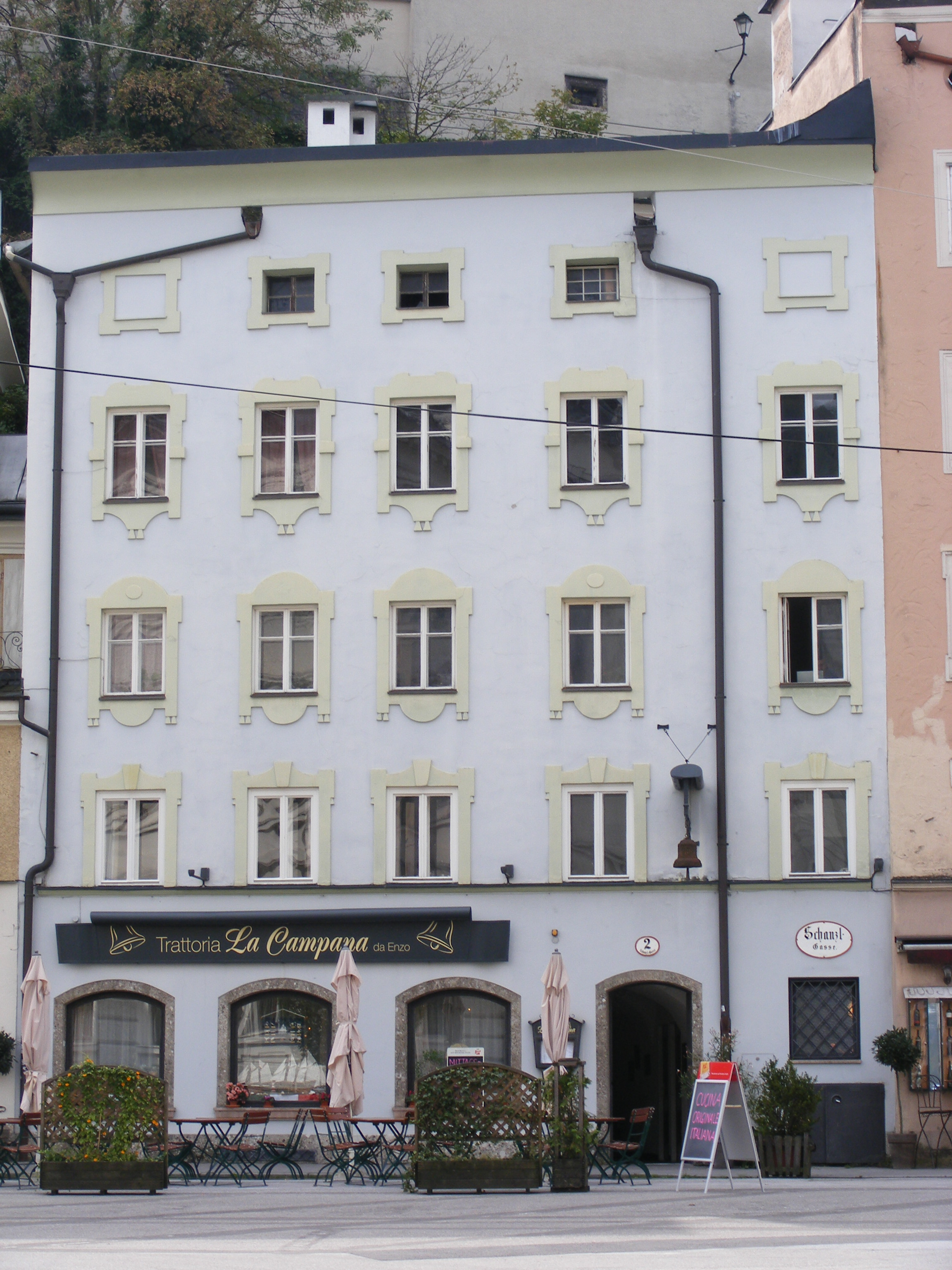
Gasthaus Zur Glocke, Schanzlgasse 2